# Begonia stale kwitnąca

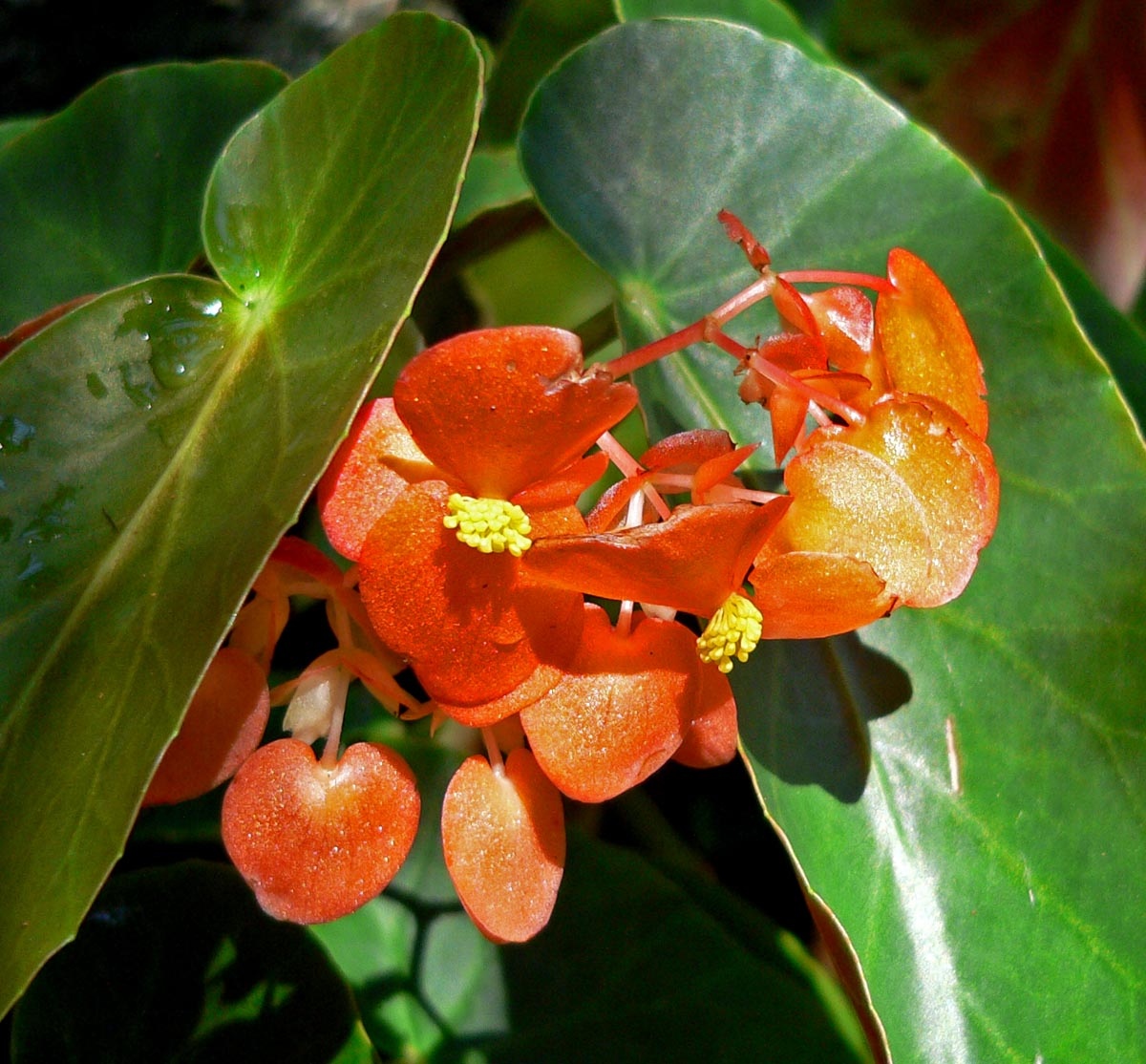
`Orange Sherbet`

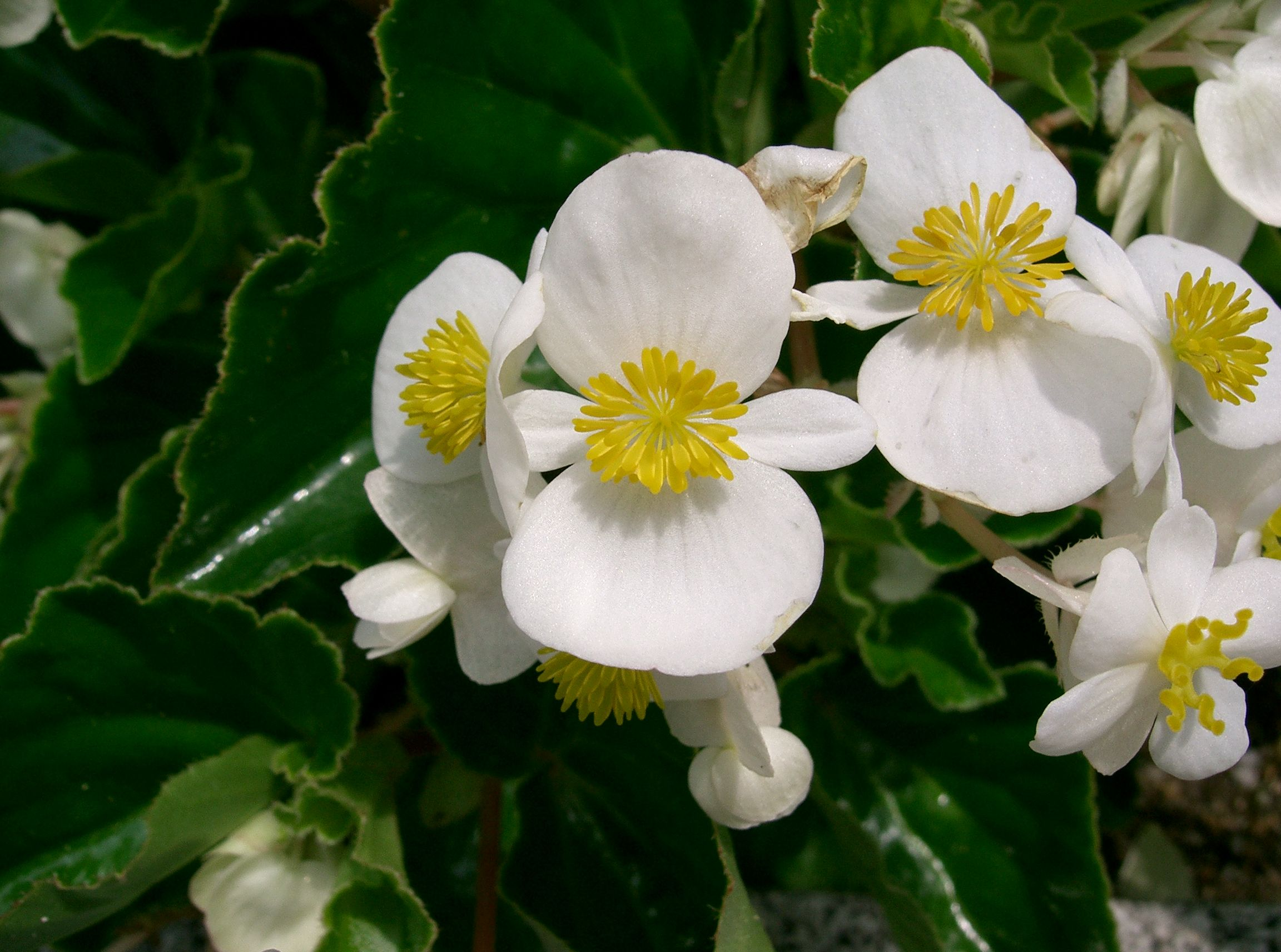
'Dragon Wing White'

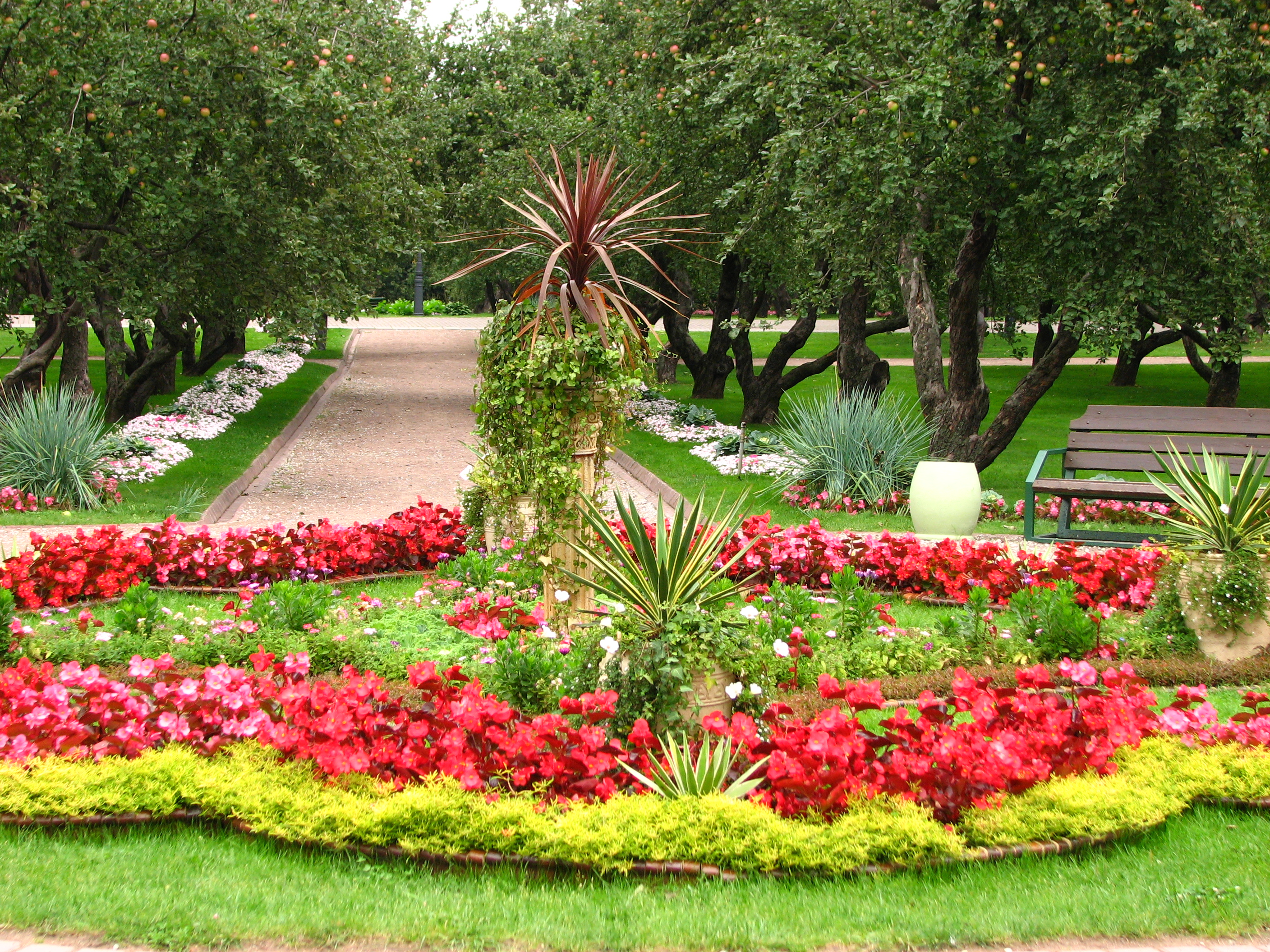
Obwódka z czerwono kwitnącej begonii

Begonia stale kwitnąca, ukośnica stale kwitnąca, begonia trwała, ukośnica trwała (Begonia ×semperflorens-cultorum hort.) – grupa kultywarów – mieszańców otrzymana przez ogrodników w wyniku krzyżowania B. cucullata var. cucullata (syn. B. semperflorens) z innymi, dzisiaj już niemożliwymi do ustalenia gatunkami begonii. Kultywary te są uprawiane w licznych krajach świata jako rośliny ozdobne. Podawana często przez ogrodników ich nazwa łacińska B. semperflorens jest obecnie uznawana za błędną.

## Morfologia
PokrójMa pokrój miniaturowego krzewu. Wysokość do 50 cm, mięsiste łodygi, niekiedy czerwono nabiegłe.
LiścieRównież mięsiste, niesymetryczne, ząbkowane, w kształcie jajowatym lub owalnym. Są połyskujące i mają kolor żywozielony, a u niektórych kultywarów czerwono-brązowy.
KwiatyOkazałe, wyrastające pojedynczo lub po kilka sztuk na szczycie łodygi, barwy od białej poprzez róż do czerwonej. Kwitnie nieustannie od lata do późnej jesieni (w krajach o cieplejszym klimacie kwitnie przez większą część roku) i stąd pochodzi jej nazwa. Wytwarza bardzo liczne kwiaty, zarówno pojedyncze, jak i pełne. Jest rośliną rozdzielnopłciową, kwiaty składają się z listków okwiatu niezróżnicowanego na kielich i koronę. Kwiaty męskie zbudowane są z 4 listków okwiatu i zakwitają wcześniej, kwiaty żeńskie zbudowane są z 5 listków okwiatu.
OwoceTorebki z brązowymi, bardzo drobnymi nasionami.

## Zastosowanie
Przez ogrodników zaliczana jest do grupy begonii o ozdobnych kwiatach. Jest dość popularną rośliną ozdobną, szczególnie często używana jest w miastach na obwódki kwiatowe i do obsadzania rabat i pojemników kwiatowych. Bywa też uprawiana w pojemnikach na balkonach, w altanach, na zewnętrznych parapetach okiennych. Jest rośliną jednoroczną. Może być też uprawiana jako roślina pokojowa.

## Uprawa
- Wymagania. Najlepiej rośnie na żyznej, próchnicznej glebie o lekko kwaśnym odczynie. Może rosnąć na stanowisku słonecznym, lub półcienistym. Wymaga stale wilgotnej gleby i źle znosi suszę, w lecie konieczne jest regularne podlewanie.
- Rozmnażanie. Głównie przez nasiona. Wysiewa się je w styczniu-lutym do skrzynek w szklarni, przy temperaturze 20-22 °C. Siewki pikuje się po 3 tygodniach od wysiewu, gdy mają 2 listki, potem jeszcze dwukrotnie; po miesiącu i w drugiej połowie kwietnia. Na stałe miejsce wysadza się sadzonki w drugiej połowie maja. Można też rozmnażać z sadzonek pędowych, ale otrzymane z nich na wiosnę rośliny potrzebują czasu na rozrośnięcie się i zakwitną dopiero jesienią.

## Niektóre kultywary
- `Gin` – liście ciemnozielone, kwiaty różowe
- `Coctail` – brązowe liście i pojedyncze kwiaty
- `Orange Sherbet` – liście zielone, kwiaty pomarańczowe
- `Whiskey` – liście bladobrązowe, kwiaty białe
- `Wodka` – liście ciemnozielone, kwiaty wybitnie czerwone